# Ruslan Ivanov
Ruslan Ivanov (Chișinău, 18 dicembre 1973) è un ex ciclista su strada moldavo.
Professionista dal 1998 al 2010, vinse cinque titoli nazionali Elite, tre in linea e due a cronometro.

## Carriera
Atleta in grado di difendersi su tutti i terreni, tra i dilettanti si mise in mostra terminando terzo al Giro d'Italia dilettanti nel 1997. Su di lui si concentrò quindi l'attenzione degli addetti ai lavori e così approdò al professionismo l'anno seguente nella Brescialat, dove conquistò qualche buon piazzamento e vinse i titoli nazionali in linea e a cronometro. Dopo un 1999 senza acuti, nel 2000 nelle file dell'Amica Chips-Tacconi Sport si aggiudicò il Giro di Toscana e nuovamente il titolo nazionale moldavo su strada. Il 2001 segnò il suo passaggio all'Alessio: disputò subito un'ottima annata, aggiudicandosi due tappe e la classifica finale della Settimana Internazionale di Coppi e Bartali, una tappa al Giro del Trentino e una semitappa al Regio-Tour; prese inoltre parte al Giro d'Italia e riuscì a concluderlo al trentanovesimo posto.
Nella compagine dell'Alessio rimase fino al 2004 e, oltre a rendersi utile per i propri capitani, riuscì a vincere alcune corse, tra cui il Gran Premio di Lugano, altre due tappe alla Settimana Coppi e Bartali, una tappa alla Ruta del Sol in Spagna e una tappa al Brixia Tour. Particolarmente significativa la vittoria nell'ultima frazione della Settimana Internazionale di Coppi e Bartali del 2003: in una volata di una trentina di corridori riuscì a precedere Marco Pantani in quello che sarà l'ultimo podio in un ordine d'arrivo nella carriera del "Pirata". Nell'estate 2004 partecipò quindi alla prova in linea dei Giochi olimpici di Atene.
Nel 2005 si trasferì alla Domina Vacanze ma conquistò pochi piazzamenti cosicché, a fine stagione, non gli venne rinnovato il contratto. Per la stagione 2006 non riuscì a trovare un nuovo ingaggio in una squadra professionistica e così decise di continuare l'attività a livello amatoriale, cimentandosi soprattutto nella mountain bike dove ottenne buoni riscontri, conquistando qualche vittoria. Nel mese di settembre fece anche il suo rientro nelle gare su strada prendendo parte con la sua nazionale ai Mondiali di Salisburgo: nell'occasione partecipò alla sola gara a cronometro e si classificò al trentacinquesimo posto.
L'Amore & Vita-McDonald's decise di ingaggiarlo per la stagione 2007, consentendogli il ritorno nel ciclismo professionistico. Nel 2008 difese i colori della Serramenti PVC Diquigiovanni-Androni Giocattoli di Gianni Savio. A inizio stagione vinse il Tour de Langkawi, in Malaysia, e successivamente si mise in luce al Giro d'Italia correndo al servizio del capitano Gilberto Simoni.
Il 2009 lo vide accasarsi, a stagione in corso, alla Betonexpressz 2000-Limonta, squadra ungherese con licenza Continental ma di chiara matrice italiana, essendo guidata dal team manager Antonio Iacovozzi e, in ammiraglia, dal direttore sportivo Antonio Salutini. Anche nel 2010 Ivanov fu tra le file della Betonexpressz 2000, con la quale corse la sua ultima stagione, per poi diventare a partire dal 2011 manager della squadra, nel frattempo rinominata Ora Hotels-Carrera.

## Palmarès
- 1996 (Dilettanti)

3ª tappa Giro della Jugoslavia
4ª tappa Giro della Jugoslavia
Classifica generale Giro della Jugoslavia
Classifica generale Cinturón Ciclista Internacional a Mallorca
4ª tappa Giro di Bulgaria
- 1997 (Dilettanti)

Campionati moldavi, Prova in linea
Campionati moldavi, Prova a cronometro
Coppa Collecchio
- 1998 (Brescialat, tre vittorie)

Campionati moldavi, Prova in linea
Campionati moldavi, Prova a cronometro
Gran Premio d'Europa (Cronocoppie con Massimo Cigana)
- 2000 (Amica Chips, due vittorie)

Giro di Toscana
Campionati moldavi, Prova in linea
- 2001 (Alessio, cinque vittorie)

2ª tappa Settimana Internazionale di Coppi e Bartali
3ª tappa Settimana Internazionale di Coppi e Bartali
Classifica generale Settimana Internazionale di Coppi e Bartali
2ª tappa Giro del Trentino (Tione di Trento > Romeno)
2ª tappa, 2ª semitappa Regio-Tour
- 2002 (Alessio, tre vittorie)

Gran Premio di Lugano
5ª tappa Settimana Internazionale di Coppi e Bartali
4ª tappa Settimana Ciclistica Lombarda (Roncadelle > Roncadelle)
- 2003 (Alessio, quattro vittorie)

5ª tappa Vuelta a Andalucía (Granada > Benalmádena)
5ª tappa Settimana Internazionale di Coppi e Bartali
3ª tappa Brixia Tour (Molinetto di Mazzano > Concesio)
2ª tappa Giro d'Abruzzo
- 2008 (Serramenti PVC Diquigiovanni-Androni Giocattoli, una vittoria)

Classifica generale Tour de Langkawi

## Piazzamenti

### Grandi Giri
- Giro d'Italia

1999: 77º
2000: ritirato (13ª tappa)
2001: 39º
2005: 70º
2008: 43º
- Tour de France

2002: ritirato (12ª tappa)
- Vuelta a España

1998: 99º
1999: ritirato (16ª tappa)
2001: ritirato (9ª tappa)
2003: ritirato (8ª tappa)
2004: 77º
2005: ritirato (10ª tappa)

### Competizioni mondiali
- Campionato del mondo su strada

Palermo 1994 - Cronometro: 29º
Tunja 1995 - Cronometro: 20º
San Sebastian 1997 - Cronometro: 27º
Valkenburg 1998 - Cronometro: ritirato
Verona 1999 - Cronometro: 28º
Plouay 2000 - Cronometro: 16º
Plouay 2000 - In linea: 85º
Hamilton 2003 - Cronometro: 31º
Hamilton 2003 - In linea: ritirato
Verona 2004 - Cronometro: 24º
Verona 2004 - In linea: 44º
Salisburgo 2006 - Cronometro: 35º
Varese 2008 - Cronometro: 43º
- Giochi olimpici

Atene 2004 - In linea: 54º